# 麴智盛
麴智盛（?—?），麴文泰之子，為古高昌國的君主，麴氏高昌的末代国王，后歸唐受封。

## 繼位
640年，唐朝交河道行军大总管侯君集率兵出击高昌。唐军至碛口，麴文泰惊惧而病死，麴智盛即位。

## 歸唐
繼位后不久，侯君集围城，麴智盛降唐軍。高昌国三州、五县、二十二城，八千户、三万人归属唐朝，高昌国滅亡。高昌君臣、豪族移住中原。麴智盛任唐朝左武衛将軍、封金城郡公。

## 入闕
唐太宗死後，刻麴智盛之石像作为功臣像列于唐昭陵玄阙。